# Haïti en Marche
Haïti en Marche é um jornal de periodicidade semanal que divulga notícias referentes ao Haiti para a Diáspora. É publicado em francês e possui duas redações e sedes: uma em Miami e outra em Porto Príncipe. Sua versão em papel é impressa somente em Miami.